# Canale di San Giorgio
Il canale di San Giorgio (Saint George's Channel in inglese; Muir Bhreatan in irlandese; Sianel San Siôr in gallese) è un braccio di mare compreso tra l'Irlanda e la Gran Bretagna che collega il mare d'Irlanda a nord con il mare Celtico e l'oceano Atlantico a sud-ovest.
Il braccio di mare si stende per circa 160 km tra la costa dell'Irlanda sud-orientale ed il Galles.
Ha una ampiezza massima di 145 km. Il canale raggiunge la minima ampiezza di circa 76 km nel tratto di mare compreso tra il promontorio di Carnesore Point in Irlanda ed il promontorio di St David's Head in Galles.
Il nome del canale deriva da una leggenda del IV secolo, secondo la quale San Giorgio, nel suo viaggio attraverso l'impero romano, raggiunse la Britannia attraversando il braccio di mare che oggi porta il suo nome.